# Sitara-i-Imtiaz
Der Sitara-i-Imtiaz (Urdu: ستارۂ امتياز), auch als Sitara-e-Imtiaz bezeichnet, ist die dritthöchste Ehrung und zivile Auszeichnung in Pakistan. Die Auszeichnung würdigt Menschen, die einen besonderen Beitrag zur Sicherheit oder den nationale Interessen Pakistan, Weltfrieden und andere Bemühungen geleistet haben.

## Übersicht
Der Sitara-i-Imtiaz ist nicht nur pakistanischen Staatsbürgern vorbehalten, sondern kann auch an Ausländer für ihren Einsatz in der Welt vergeben werden. Die Auszeichnung wird häufig zu Ehren der pakistanischen Armee vergeben, in Anerkennung ihrer Dienste für Pakistan. Die Auszeichnung ist sehr renommiert und wird nur bei einem großen Beitrag für Pakistan vergeben. Durch die Vergabe an Persönlichkeiten aus Sport, Literatur, Medizin und Wissenschaft wird das Ansehen von Pakistan in der Welt gesteigert. Die Auszeichnung wird an Personen vergeben, die ihren außerordentlichen Pflichten nachkommen. Im Militär können pakistanische Offiziere den Sitara-i-Imtiaz im Rang eines Brigadier oder General in der pakistanischen Armee, Air Commander oder als Marschall in der pakistanischen Air Force und Kommodore oder Admiral in der Pakistan Navy, der Pakistan Coast Guard und der Pakistan Marines erhalten. Die Kommission für Auszeichnungen wählt die Empfänger für den Sitara-i-Imtiaz aus und teilt dies dem Premierminister mit. Anschließend wird vom Präsidenten eine Zeremonie organisiert, die im Staatsfernsehen übertragen wird. Die Auszeichnung wird einzeln vergeben, um jeden Empfänger individuell zu würdigen.
Der Sitara-i-Imtiaz zeigt einen Jasminum, der zwischen zwei und fünf Sternen steht und aus Gold gefertigt ist. Der Stern hat die Form eines Fünfecks. In der Mitte vom Stern befindet sich ein grüner Smaragd, der den Stern füllt. Im Smaragd befindet sich ein kleiner goldener Stern. Der Sitara-i-Imtiaz hängt auf einer Schleife in dunkelgrün mit einem gelb-weißen Streifen und Streifen an den Kanten. Die Sitara-i-Imtiaz wird in einer größeren Ausführung als Stern auf der Brust getragen. Außerdem wird der Sitara-e-Imtiaz als Schärpe auf der rechten Schulter getragen. Bei der offiziellen Zeremonie können beide Ausführungen getragen werden, abhängig davon, welche Leistung der Empfänger vollbracht hat.

## Empfänger des Sitara-i-Imtiaz
2017
- Sport: Shahid Afridi, Sarfraz Ahmed, Younis Khan, Misbah ul Haq[5]
- Literatur: Mohsin Hamid[6], Muhammad Hanif, Ameena Saiyad[7]
- Soziales Engagement: Kommandant Makhdoom Ali Chishti, Jamshed Kharas, Saiduzzaman Siddiqi, Abdul Malik Baloch, Ayesha Raza Farooq, Saira Afzal Tarar, Zahid Bashir, Shehzad Roy[8], Amjad Sabri, Junaid Jamshed
- Wissenschaft & Technologie: Zabta Khan Shinwari, Zia Chishti[9], Syed Zia Hasnain Shah, Mohammad Zahid, Waqar Murtaza Butt, Syed Yusuf Raza[10]